# Туркістон (станція метро)
41°22′39″ пн. ш. 69°17′46″ сх. д. / 41.37750° пн. ш. 69.29611° сх. д.
Туркістон (узб. Turkiston) — кінцева станція Юнусободської лінії Ташкентського метрополітену, розташована за станцією Юнусобод.

## Історія
Відкрито 29 серпня 2020 у складі черги Шахрістон — Туркістон.

## Конструкція
Колонна трипрогінна станція мілкого закладення з однією прямою острівною платформою.

## Колійний розвиток
За станцією розташовано оборотний тупик.

## Пересадки
- Автобуси: 5а, 52, 60, 72, 82, 91, 96, 140, 149, 151, 152, 190.

## Опис
7 листопада 2016 року розпочато будівництво станції «Юнусобод» і «Туркістон», раніше припинене через витік ґрунтових вод. При будівництві використані будівельні техніки з Німеччини і Росії. У проекті була застосована німецька технологія, через що водоносний пласт був подоланий з використанням залізобетонних тюбінгів. Повністю добудовано 15 червня 2020 року. За повідомленням прес-служби «Узбекистон Темір йуллари», загальна вартість будівництва станції «Юнусобод» і «Туркістон» склала 103,8 млн доларів США. 29 серпня 2020 року станції «Юнусобод» і «Туркістон» введені в експлуатацію.